# Brændekilde (plaats)
Brændekilde is een plaats in de Deense regio Zuid-Denemarken, gemeente Odense. De plaats telt 318 inwoners (2020). 

## Geboren
- Rasmus Rask (1787-1832), filoloog